# 義仲愛
義仲 愛（よしなか あい）は日本の女性声優。主にアダルトゲームに声をあてている。

## 出演作品

### ゲーム
2013年
- 新妻特捜パトレイザー ～略奪天獄篇～（新条 飛鳥）

2014年
- 逢魔ノ喰 ～聖に仕えし闇の偶像～（リコリス・シン・オクトバー）
- 神骸魂装姫ヤクモ（神骸魂装姫イコナ）

2015年
- スクイの小夜曲（セレナ）
- 攫ノ雌（神楽 舞）
- 敗北の淫獣ハンター・月氷姫レイ ～名門女学生と共に触手の苗床にされる美少女剣士～（アフロディア）
- プレイ! プレイ! プレイ! 屍（ナカー・ダカーナ、新内 飛鳥）
- 放尿依存少女「優衣」 ～おしっこ彼女を調教する簡単な方法～（嶋崎 優衣）

2016年
- お嬢様はイイナリみたいです!?（史木 月乃）
- オタ姫凌虐サークル ～病み姫の男事情～（水城薫子）
- JK援交祭（相馬 風香）
- 催眠委員長（保健委員長、女子学生A）
- ちびパイア! ～吸血姉妹とエッチでビッチな同棲性活～（リコリス）
- 白濁の姫騎士 ～果て無き淫獄の回旋曲～（メアリー＝ゴドウィン）
- 魔装の国のアリス Alice in Immoral-Land（キャロル）

### 同人ゲーム
2015年
- ハメ撮り実況中継! 兄妹初エッチ12時間（小夜）
- ぷれい! ぷち! 妊（村重 柊）
- ゆ～たい☆りだつっ!! どこでも、だれでも、ヤりほーだい!!（谷野 静莉）

2016年
- お姉ちゃんハンターズ! 僕たちを興奮させるお姉ちゃんが悪いんだ! 常夏ビーチ編（姫川 美憂）
- 彼には言えない恥辱の関係 ～ごめんね、わたし先生のものにされちゃった……～（新田 すみれ）

2017年
- ビッチなギャルが処女で何が悪い？（高羽 芽衣）
- 娘くずし～父と娘の狂縁～（延母 ゆかり）
- 牝オナホール製作記録 ～アイドル攫って始めよう～（小杖 亜矢子）
- 透明人間 挿れ喰い仲三（法月 沙苗）

2018年
- プレイ! プレイ! プレイ! GO!（織田 真徨、呂 嘉伶）
- 牝イキ生放送 ～あの娘がエロくて凸りました～（徳倉 美咲）
- 支配の教壇（滝沢 萌果）

2019年
- 姉あそび! ～サポごっこでスキンシップ～（雨ヶ谷 千夏）
- 女忍者アズサvsオーク3 ～淫獣たちの王国～（千坂 瑞風）

2022年
- 寝取られプリンセス 〜姫も女王も女騎士も、気付いた時には寝取られ済み〜（メリル）